# Fischl Schneersohn
Fischl Jehoschua Schneersohn (geboren 1887 in Kamjanez-Podilskyj, Gouvernement Podolien, Russisches Kaiserreich, heute Westukraine; gestorben 1958) war ein Rabbiner, Arzt, Schriftsteller jiddischer Sprache und Sozialaktivist.

## Leben
Schneersohn entstammte der chassidischen Rabbiner-Dynastie Schneersohn. Mehrere Mitglieder der Familie Schneersohn standen der spirituellen Chabadbewegung des orthodoxen Judentums als geistliche Führer vor (z. B. Menachem Mendel Schneersohn, 1789–1866; Schmuel Schneersohn, 1834–1882; Joseph Isaac Schneersohn, 1880–1950).
Geboren wurde Schneersohn 1887 in der damals zum Russischen Reich gehörenden Stadt Kamjanez-Podilskyj. Er wuchs im Hause seines Großvaters, Sholom Dovber Schneersohn, Rabbiner in Rechitze, auf. Bereits als Jugendlicher wurde er zum Rabbiner ordiniert. Schneersohn studierte von 1908 bis 1913 in Berlin sowie in Petrograd Medizin. In Kiew hatte er die Leitung einer Abteilung für Heilpädagogik inne und widmete sich dort jüdischen Kindern mit Kriegstraumata. In den 1920er Jahren zog er nach Berlin sowie noch vor Beginn des Zweiten Weltkriegs über New York und Warschau nach Tel Aviv.

## Werk
Nachdem Schneersohn in den 1920er Jahren erneut eine Wohnung in Berlin bezogen hatte, veröffentlichte er mehrere Artikel zu den individuellen und sozialen Auswirkungen psychischer Störungen. 1927 erschien sein auf Jiddisch verfasstes psychosoziales Hauptwerk Der veg tsum mentsh (Der Weg zum Menschen). Eine englische Übersetzung kam 1929 heraus (Studies in Psycho-Expedition). Sein Ansatz wird als Gegenentwurf zur Psychoanalyse von Sigmund Freud gesehen. Ziel des Werks ist es, psychische Erkrankungen heilen und verhindern zu helfen – auch um in der Zukunft eine bessere, menschlichere Gesellschaft zu erreichen. Schneersohn greift in der Arbeit auf kabbalistische und mystische Motive des Chassidismus zurück.
Im Warschauer Verlag Literarishe bleter erschien 1935 der ebenfalls auf Jiddisch geschriebene Roman Grenadierstraße. Der Roman wurde 2012 aus dem Jiddischen ins Deutsche übersetzt (Alina Bothe). Das Buch liegt in einer von Anne-Christin Saß herausgegebenen Fassung mit Nachwort (Mikhail Krutikov) und Glossar vor, die aus dem DFG-Projekt Charlottengrad und Scheunenviertel hervorgegangen ist. Im Roman beschreibt Schneersohn jüdisches Leben im Berlin der 1920er Jahre und schildert ein komplexes Bild jüdischer Identitäten. Die Grenadierstraße (heute: Almstadtstraße) war das Zentrum des damals stark durch ostjüdische Immigration geprägten Scheunenviertels im Berliner Stadtteil Mitte. Vor dem Hintergrund eines wachsenden Antisemitismus schildert Schneersohn die kulturelle Kluft zwischen den ankommenden Schtetl-Juden aus Osteuropa und den aufgeklärten jüdischen Milieus in Berlin. Geschildert wird die Grenadierstraße als „Sehnsuchtsort“, der die Möglichkeit bietet, dem „Mysterium“ des Judentums jenseits aller liberalen und aufgeklärten Akkulturationsversuche zu begegnen.

## Schriften (Auswahl)
- Poliklinik der Jüdischen Kinderhilfe : Heilpädagogisches Ambulatorium (Bericht 1923–25).  Berlin : Schwetschke, [1925]
- Psychologie des intimen Kinderlebens : Neue Untersuchungsmethoden und -prinzipien der Phantasie und des Gefühls des normalen und anormalen Kindes. Berlin : Schwetschke, 1926
- Der Weg zum Menschen : Grundlagen der Menschwissenschaft und die Lehre von der Nervosität. Berlin : Sinaburg, 1928
- Neue Wege der Sozialpsychologie. Einleitung Paul Plaut. Halle/Saale : Marhold, 1928
- Die Geschichte von Chajim Grawitzer dem Gefallenen. Aus dem Jiddischen übertragen von Berthold Feiwel. Berlin : Schocken, 1937 (1922)
- Johan Qeṭner : Roman. (he) Aus dem Jiddischen ins Hebräische übersetzt. Tel Aviv : Massadah, 1953